# Rhopalorhynchus kroeyeri
Rhopalorhynchus kroeyeri is een zeespin uit de familie Colossendeidae. De soort behoort tot het geslacht Rhopalorhynchus. Rhopalorhynchus kroeyeri werd in 1873 voor het eerst wetenschappelijk beschreven door Wood-Mason. 